# Regresión de Cox
En el análisis de la supervivencia, se conoce como regresión de Cox, aunque también como modelo de los riesgos proporcionales, a una clase de modelos usados para modelar los riesgos que afectan a la supervivencia de una población de sujetos. 
Recibe su nombre del estadístico británico David Cox.

## Formulación
El modelo de Cox expresa la función de riesgo instantáneo de muerte λ en función del tiempo t y de variables {\displaystyle X_{1},\cdots ,X_{n}} así:

{\displaystyle \lambda \left(t,X_{1},\cdots ,X_{n}\right)=\lambda _{0}\left(t\right)exp\left(\Sigma _{i=1}^{n}\beta _{i}X_{i}\right)}

A {\displaystyle \lambda _{0}\left(t\right)} se lo denomina riesgo base y corresponde al riesgo de muerte cuando todas las variables tienen valor 0 (posiblemente, después de una reparametrización). Es la única parte de la expresión que depende del tiempo: la otra, {\displaystyle exp\left(\Sigma _{i=1}^{n}\beta _{i}X_{i}\right)}, sólo depende del resto de las variables.

### La hipótesis de los riesgos proporcionales
El modelo no busca tanto estimar la función {\displaystyle \lambda _{0}\left(t\right)}, que es idéntica para todos los sujetos, como la relación entre los riesgos de muerte entre dos individuos expuestos a factores distintos. Para ello, el modelo parte de una hipótesis fundamental: que los riesgos son proporcionales. Para comprender esta noción, puede estudiarse el caso de dos individuos, i y j que sólo se diferencian en la k-ésima variable. Supóngase que vale 0 para i y 1 para j. Entonces, para cualquier tiempo t,
{\displaystyle {\frac {\lambda \left(t,j\right)}{\lambda \left(t,i\right)}}={\frac {\lambda _{0}\left(t\right)exp\left(\beta _{1}X_{1}^{'}+\cdots +\beta _{k-1}X_{k-1}^{'}+\beta _{k}\times 1+\beta _{k+1}X_{k+1}^{'}+\beta _{n}X_{n}^{'}\right)}{\lambda _{0}\left(t\right)exp\left(\beta _{1}X_{1}^{'}+\cdots +\beta _{k-1}X_{k-1}^{'}+\beta _{k}\times 0+\beta _{k+1}X_{k+1}^{'}+\beta _{n}X_{n}^{'}\right)}}=exp\left(\beta _{k}\right)}
La fórmula muestra que el cociente es independiente del tiempo. 
Al utilizar la regresión de Cox es necesario verificar que se cumple dicha hipótesis. Para ello es necesario comprobar que el efecto de cada variable es constante en el tiempo. Existen varios métodos para ello. Por un lado puede utilizarse un método gráfico. Si una variable, por ejemplo, toma únicamente los valores 0 y 1, pueden representarse las curvas de supervivencia para los dos grupos de sujetos definidos por dicha variable y estudiar si son paralelas.
No obstante, existen métodos estadísticos rigurosos, como el de los residuos de Schoenfeld.